# 萧望之

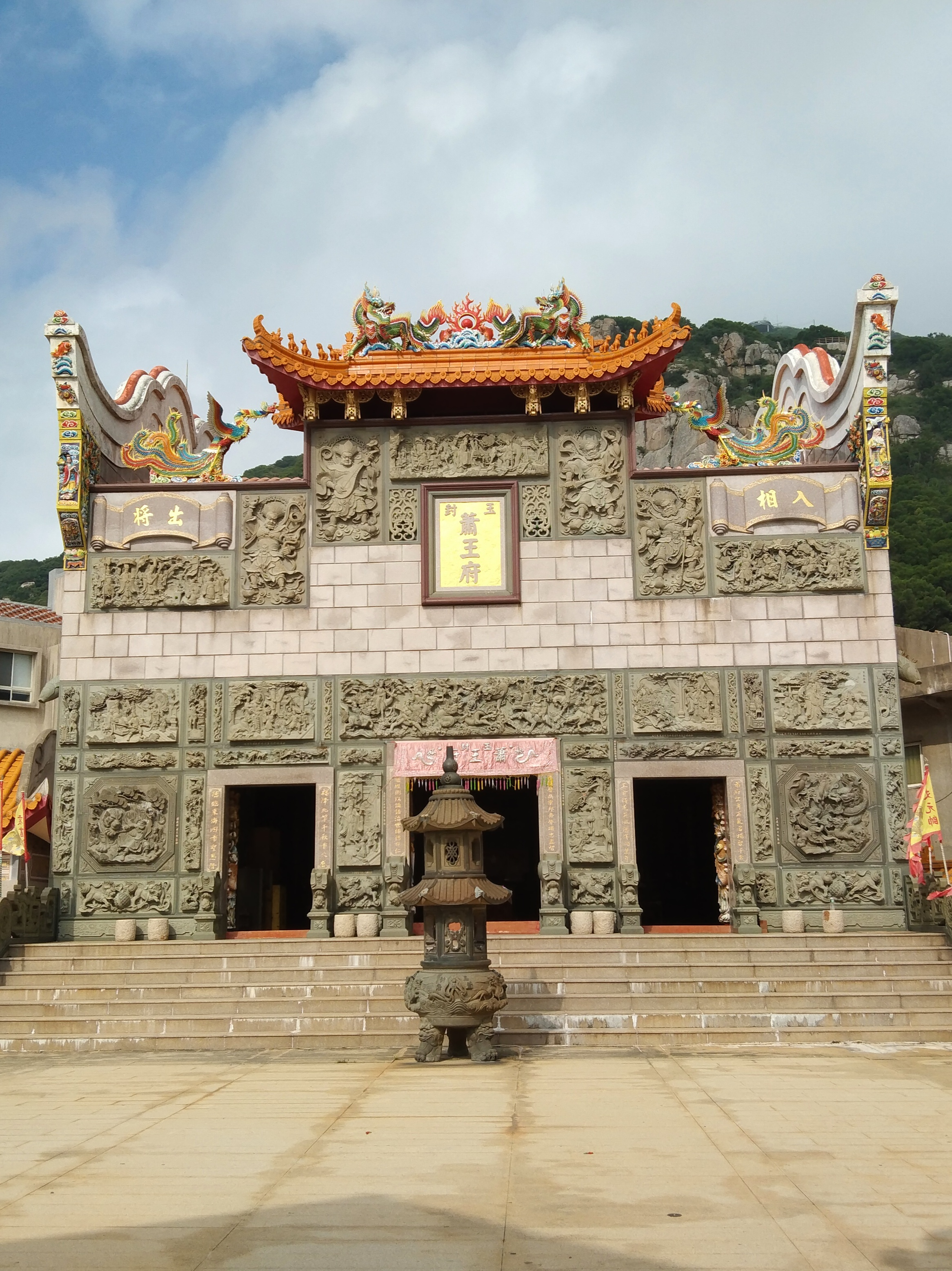
北竿塘岐境玉封蕭王府廟，位於馬祖北竿塘岐村，主祀蕭王爺望之

萧望之（？—前46年），字长倩，东海郡兰陵县（今山东省临沂市兰陵县）人，西汉大臣、汉元帝帝師、儒家學者，历任大鸿胪、太傅等官。被后世谱牒家附会为蕭何六世孫。

## 簡介
萧望之乃當時之经学家，能通達五经，是今文經《齊诗》、《論語》的學者。
汉宣帝时，曾被丙吉推荐给大将军霍光，但由于望之認為霍光倨傲而且看不慣他，所以得不到霍光的重用。
望之以儒家经典教授太子（即汉元帝）。反对封冯奉世为侯，不建议和亲乌孙，善待归附的匈奴呼韩邪单于。
甘露三年（前51年），在长安未央宫殿北石渠阁皇家图书馆，召集诸儒讲《五经》同异，并加评议。
汉元帝即位后，以前将军光祿勳，领尚书事辅佐朝政，甚受尊重。
后因為上書漢元帝要求罷免中書宦官而遭宦官弘恭、石显等誣告下獄，憤而自杀。

## 家庭
- 父亲：萧仰
- 母亲：□氏
- 妻子：□氏
- 长子：萧伋，儿媳：□氏
- 次子：萧育，儿媳：陶□
- 三子：萧咸，儿媳：张□（张禹之女）
- 四子：萧由，儿媳：□氏

## 紀念與祭祀
蕭望之身故後，其勳蹟編入《漢書》，百姓立廟崇祀，後神格和神秩逐步晉升，由地方香火神轉化為普遍性神明。福建泉州富美宫奉祀萧望之为萧府王爷，泉州人以『后富美阿爷公』作萧望之的昵称。

## 延伸阅读
[在维基数据编辑]
 《漢書·卷078》，出自班固《漢書》

### 书籍
- 《汉书》卷七十八　萧望之传 第四十八

| 前任： 丙吉 | 西汉御史大夫 第四十任 前59年—前56年 | 繼任： 黃霸 |